# Philippe Murer
Philippe Murer est un économiste, essayiste et homme politique français, né le 11 janvier 1968 à Lyon.
Ancien adhérent du Parti socialiste, il se rapproche en 2007 de Nicolas Dupont-Aignan. En 2013, il devient membre du conseil national économique et écologiste de Debout la République. Peu après, en mai 2014, il s’engage au Rassemblement bleu Marine,. Il est présenté par le magazine Challenges comme un « économiste souverainiste » lors de sa nomination comme conseiller économique auprès du FN, en remplacement de Jean-Richard Sulzer.
Il est connu pour son opposition à l'euro et pour son engagement en faveur d'une transition énergétique. À partir de 2022, il relaie également plusieurs éléments de désinformation sur l'invasion de l'Ukraine par la Russie.

## Biographie

### Parcours universitaire
Philippe Murer a suivi des études d'ingénieur en mathématiques appliquées et en finance à l'École nationale supérieure d'informatique et de mathématiques appliquées. Il est par ailleurs titulaire d'une maîtrise et d'un DESS de sciences économiques (Université Lyon 2).

### Parcours professionnel
Philippe Murer a travaillé comme gérant d'obligations convertibles de 1993 à 2005 au CIAL, à la BNP et à Natixis. Démissionnaire en 2005, il assure des cours de finance à l'EM Lyon, l'Université Lumière-Lyon-II, la Sorbonne et réalise des missions de conseil pour des PME et des analyses macroéconomiques pour des investisseurs.

### Activités politiques
Avec Emmanuel Todd, Jacques Sapir, Gérard Lafay et Jean-Claude Werrenbrouck, il crée en 2011 l'association Manifeste pour un Débat sur le libre échange, qui commande à l'IFOP le premier sondage sur le libre échange en France et devient la même année secrétaire général du Forum démocratique. Il est aussi secrétaire général de POMONE, une association d'économistes franco-allemande qui réclame une sortie coordonnée de l'euro en tant que monnaie unique,.
En mai 2014, il rejoint le Rassemblement bleu Marine, où Marine Le Pen lui confie l'animation d'un nouveau collectif sur la transition énergétique et les relances économiques appelé « Nouvelle Écologie »,,. Il quitte officiellement le parti en septembre 2017, après l’élection présidentielle, à la suite de Sophie Montel et Florian Philippot, regrettant comme eux que le parti frontiste renonce à une ligne résolument souverainiste prônant la sortie de l’euro et de l’Union européenne,,.

## Prises de positions
En mars 2022, il relaie un extrait vidéo de l'ancien président ukrainien Petro Porochenko, datant de 2014, qui accréditerait selon lui les accusations russes de génocide à l'encontre des populations russophones du Donbass. L'extrait est en réalité détourné de son contexte, Porochenko ne prononçant pas une menace mais un constat de la situation et des perspectives militaires.
Fin mars 2022, lors de la découverte du massacre de Boutcha, il met en doute l'implication de l'armée russe, qui a occupé la ville pendant près d'un mois avant sa retraite, dans le meurtre de plusieurs centaines de civils ukrainiens. Philippe Murer rapproche les faits de l'affaire des charniers de Timișoara et fait preuve, selon Libération, de relativisme.

## Publications
- Avec Jacques Sapir et Cédric Durant, Les scenarii de dissolution de l’euro, Paris, Fondation Res Publica, 2013.
- La transition énergétique, Paris, Éditions Mille et une nuits, 2014, 144 p. (ISBN 978-2755507249).
- Pierre-Yves Rougeyron (dir.), Chapitre Écologie et nation - Les Nationaux et l’écologie (pp. 244-250) de Pourquoi combattre ?[15], Paris, Éditions Perspectives Libres, janvier 2019  (ISBN 979-10-90742-48-2).
- Comment réaliser la transition écologique, un défi passionnant, Paris, Jean-Cyrille Godefroy, 2020, 243 p.
- Sortir du capitalisme du désastre, Paris, Jean-Cyrille Godefroy, 2021, 248 p.
- Préface à Maxime Amblard, Abondance et pénurie : les armes pour mener le combat de la souveraineté énergétique, Paris, Perspectives Libres, 2022.